# بهار عليا
بهار عليا (بالفارسية: بهار علیا) هي مستوطنة تقع في Sangar Rural District في إيران. يقدر عدد سكانها بـ 178 نسمة .